# Giánnides
Giánnides, en grec moderne : Γιάννηδες, est un village du dème de Kými-Alivéri, sur l'île d'Eubée, en Grèce. Il est situé à une altitude de 200 m.
Selon le recensement de 2011, la population de Giánnides compte 105 habitants.